# Тъмен делфин
Тъмен делфин (Lagenorhynchus obscurus) е вид бозайник от семейство Делфинови (Delphinidae).

## Разпространение и местообитание
Този вид е разпространен в Австралия, Аржентина, Асенсион и Тристан да Куня, Намибия, Нова Зеландия, Остров Света Елена, Перу, Фолкландски острови, Френски южни и антарктически територии (Амстердам, Остров Пол), Чили и Южна Африка (Западен Кейп, Марион, Принц Едуард и Северен Кейп).
Обитава крайбрежията на океани и морета в райони с умерен климат.

## Описание
Теглото им е около 127,5 kg.